# Glenoleon tergitus
Glenoleon tergitus is een insect uit de familie van de mierenleeuwen (Myrmeleontidae), die tot de orde netvleugeligen (Neuroptera) behoort. 
Glenoleon tergitus is voor het eerst wetenschappelijk beschreven door New in 1985.